# Russia sotto Nicola I

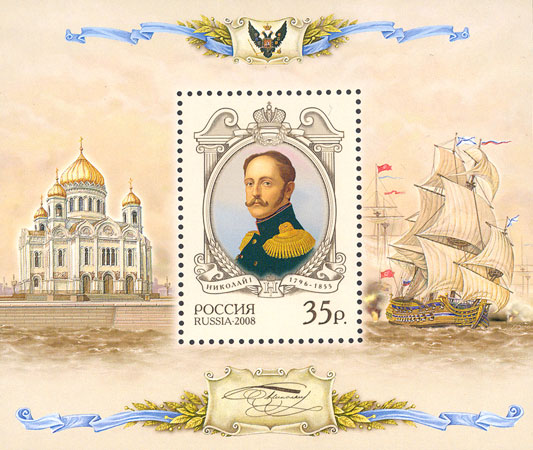
Francobollo russo ritraente Nicola I

Il nuovo zar Nicola I, che sale al trono nel 1825, manca delle doti del fratello, Alessandro I, sia sotto l'aspetto intellettuale che spirituale. Egli vede il suo ruolo come quello di un autocrate paternalista che deve governare il suo popolo con qualunque sistema, se necessario.

## Politica interna
Le linee di governo e amministrazione interne varate da Nicola I sono le linee caratterizzanti della politica interna russa, più o meno riformiste, più o meno autoritarie, per il resto del secolo.

### Repressione e propaganda
Impressionato dalla rivolta dei Decabristi, Nicola I inquadrò la società russa in una struttura rigidamente controllata. La polizia segreta, il "Terzo Reparto", creò una vasta rete di spie ed informatori. Il governo esercitò la censura sulle pubblicazioni e su tutti gli aspetti della vita pubblica. Mantenne anche stretti controlli sul sistema educativo. Nel 1833 il ministro dell'educazione Sergey Uvanov concepì un programma fondato sul trinomio autocrazia, ortodossia, nazionalismo come principale guida del regime e del sistema politico. Secondo questa dottrina, il popolo deve mostrare lealtà all'illimitata autorità dello Zar, alle tradizioni della Chiesa russo-ortodossa e, in modo più vago, alla nazione russa.
La propaganda di questi principi non servirono per guadagnare allo Zar l'appoggio della popolazione russa e portarono alla repressione ed anche alla soppressione delle nazionalità non russe e delle religioni diverse da quella ufficiale. Il governo soppresse nel 1839 la Chiesa uniate in Ucraina e in Bielorussia. In ambito legislativo, Nicola I emanò una consolidazione delle norme previgenti sotto il nome di Svod kazonov, in collaborazione con il primo ministro Speranskij, ispirandosi al codice civile di Prussia. L'enfasi che venne posta sul tema del nazionalismo generò un dibattito interno su quale dovesse essere il ruolo della Russia nel mondo.
Una corrente di pensiero, detta degli "Occidentali", ritenne che la Russia fosse arretrata e primitiva e che il progresso potesse essere ottenuto solamente attraverso una maggiore occidentalizzazione. Un altro gruppo, quello dei Panslavisti, era entusiasta di tutto ciò che era slavo sia in campo culturale che per quanto riguardava le tradizioni e voleva mantenere la Russia protetta dall'Occidente e dalla sua cultura. Gli slavofili vedevano nella filosofia slava la fonte primaria dello spirito russo e guardavano con sospetto il razionalismo ed il [issero una valida alternativa al capitalismo occidentale facendo della Russia un potenziale messia sia in campo sociale che morale.
Le loro posizioni avrebbero influito sulle sfumature del pensiero di autori a loro non omologabili, come nel caso del filosofo, mistico e sacerdote Pavel Aleksandrovič Florenskij, fucilato nel 1837 nei dintorni di San Pietroburgo. Nonostante le repressioni, in questo periodo fiorirono la letteratura e le arti. Attraverso i lavori di Aleksandr Puškin, Nikolaj Vasil'evič Gogol', Ivan Sergeevič Turgenev, e numerosi altri, la letteratura russa acquistò importanza anche a livello internazionale. Il balletto mise solide radici in Russia dopo la sua importazione dalla Francia e la musica classica giunse a piena maturità con i lavori di Michail Glinka.

## Politica estera
In politica estera Nicola I si presentò come il protettore dei legittimi governanti e barriera contro qualunque forma di rinnovamento. Si offrì di reprimere ogni ribellione nel continente europeo accettando l'etichetta di "Gendarme dell'Europa". Nel 1830, sulla scia dei moti francesi che portarono alla cacciata dell'assolutista Carlo X, i polacchi della Polonia Russa si ribellarono chiedendo l'indipendenza. Nicola I stroncò la ribellione, abrogò la costituzione polacca e ridusse la Polonia stessa ad una provincia russa. Nel 1848, quando tutta l'Europa era scossa da moti rivoluzionari, la Russia rappresentò la prima linea della reazione.
Nel 1849 Nicola I intervenne in aiuto degli Asburgo e collaborò nella repressione della rivolta in Ungheria, e spronò anche la Prussia a non accettare una costituzione di tipo liberale. Aiutando le forze conservatrici contro lo spettro della rivoluzione Nicola I cercò di estendere la sua influenza in Europa. Mentre si presentava in Europa come il baluardo dello status quo, la Russia mantenne una politica aggressiva nei confronti dell'Impero ottomano. Lo zar  segue la tradizionale politica di risolvere quella che viene chiamata questione orientale attraverso la spartizione dell'impero Ottomano e stabilendo un protettorato sulle popolazioni di fede ortodossa nei Balcani, ancora in larga parte, nel 1820, sotto controllo turco.
La Russia combatté con successo una guerra negli anni 1828 e 1829 e firma nel 1833 il trattato di Unkiar-Skelessi con l'Impero Ottomano. Le maggiori potenze europee credettero che il trattato contenesse clausole segrete sui diritti di transito di navi da guerra attraverso gli stretti del Bosforo e dei Dardanelli. Attraverso la Convenzione sugli Stretti firmata a Londra nel 1841, esse confermarono il controllo ottomano su questi siti di importanza strategica e proibirono a qualunque potenza, compresa la Russia, di far attraversare gli stretti da navi da guerra.

### La guerra di Crimea
Forte del suo ruolo di repressore dei moti del 1848 e credendo, erroneamente, di avere l'appoggio diplomatico del Regno Unito, Nicola I provocò gli Ottomani, che dichiararono guerra alla Russia nel 1853. Temendo gli effetti di una sconfitta dei Turchi da parte della Russia, nel 1854 Gran Bretagna e Francia entrarono nel conflitto, in quella che verrà chiamata Guerra di Crimea, come alleati dell'Impero Ottomano. Anche il Regno di Sardegna si unì all'impresa, considerandola un buon trampolino di lancio per entrare a far parte del gioco politico europeo.
L'Impero austriaco offrì alla Turchia appoggio diplomatico e la Prussia scelse di rimanere neutrale, lasciando così la Russia priva di alleati. Gli alleati europei sbarcarono in Crimea e posero sotto assedio la ben fortificata base russa di Sebastopoli. Dopo un anno di assedio la città cadde mettendo così in luce le carenze militari della Russia. Prima che Sebastopoli cadesse, Nicola I morì, lasciando al suo successore Alessandro II la necessità di scegliere tra una politica di sostanziali riforme o la rinuncia, per la Russia, al ruolo di grande potenza.